# Musée maritime de Göteborg
Le musée maritime de Göteborg (Sjöfartsmuseet) est situé dans le quartier de Majorna à Göteborg (Suède).
Il retrace l'histoire des navires et de la navigation et possède également un aquarium.